# Robledo de Chavela
Robledo de Chavela är en kommun i Spanien. Den ligger i den autonoma regionen Madrid, i den centrala delen av landet, 50 km väster om huvudstaden Madrid. Antalet invånare är 4 725 (2024).